# Campionato mondiale Supermoto 2008
Dopo il Campionato mondiale Supermoto 2007, nel mondiale supermoto 2008 il campione del mondo in carica Adrien Chareyre si sposta in S2 vincendo il suo secondo titolo mondiale supermoto consecutivo, portando ad Husqvarna anche il titolo costruttori. In S1 Bernd Hiemer vince il suo secondo titolo mondiale ma il titolo costruttori va ad Aprilia.

## S1

### Calendario
| Prova | Data         | Gran Premio                     | Località                 | Vincitore gara 1 | Vincitore gara 2      |
| ----- | ------------ | ------------------------------- | ------------------------ | ---------------- | --------------------- |
| 1     | 13 aprile    | Gran Premio d'Italia            | Torino                   | Bernd Hiemer     | Thierry van den Bosch |
| 2     | 25 maggio    | Gran Premio d'Europa            | Castelletto di Branduzzo | Bernd Hiemer     | Thierry van den Bosch |
| 3     | 22 giugno    | Gran Premio di Spagna           | Valladolid               | Ivan Lazzarini   | Ivan Lazzarini        |
| 4     | 13 luglio    | Gran Premio di Sardegna         | Olbia                    | Ivan Lazzarini   | Thierry van den Bosch |
| 5     | 24 agosto    | Gran Premio d'Austria           | Greinbach                | Ivan Lazzarini   |                       |
| 6     | 21 settembre | Gran Premio d'Andorra           | Pas de la Casa           | Thomas Chareyre  | Thomas Chareyre       |
| 7     | 5 ottobre    | Gran Premio delle Alpi del Mare | Busca                    | Thomas Chareyre  | Thierry van den Bosch |
| 8     | 19 ottobre   | Gran Premio della Grecia        | Salonicco                | Thomas Chareyre  | Bernd Hiemer          |

### Principali piloti iscritti alla S1 nel 2008
|     | Pilota                  | Team                           | Moto                    |
| --- | ----------------------- | ------------------------------ | ----------------------- |
| 9   | Matthew Winstanley      | KTM Robinsons UK               | SMR 450                 |
| 10  | Petr Vorlíček           | Suzuki Tuning Sport            | RM-Z 450                |
| 12  | Bernd Hiemer            | KTM Italia Red Bull Miglio     | SMR 450 Factory         |
| 17  | Jérôme Giraudo          | Honda HM Racing                | CRM 450RR               |
| 30  | Ivan Lazzarini          | Aprilia DRC Supermoto Off Road | VDB Replica 450 Factory |
| 35  | Shinji Tomita           | Honda Tommy Style              | CRF 450                 |
| 38  | Fabio Balducci          | Suzuki Lux Performance         | RM-Z 450                |
| 40  | Israel Escalera Sanchis | Aprilia Aspar                  | SXV 450                 |
| 45  | Rene Esterbauer         | KTM MSC Gilgenberg             | SMR 450                 |
| 55  | Guillaume Rigal         | Kawasaki AGR Competition       | KX-F 450                |
| 64  | Sylvain Bidart          | Husqvarna Cross2R              | SM 450RR                |
| 69  | Christian Ravaglia      | Yamaha Evolution               | YZ-F 450                |
| 74  | Chris Hodgson           | Husqvarna Motosupplies         | SM 450RR                |
| 75  | Boris Chambon           | TM Racing Factory              | SMX 450 Factory         |
| 82  | Maxime Testu            | Kawasaki KL Nastedo            | SM 450F-R               |
| 84  | Kevin Berthome          | Husqvarna Cross2R              | SM 450RR                |
| 100 | Eddy Seel               | Suzuki Rigo Racing             | RM-Z 450                |
| 101 | Thierry van den Bosch   | Aprilia DRC Supermoto Off Road | VDB Replica 450 Factory |
| 112 | Thomas Chareyre         | Husqvarna CH Racing            | SM 450RR Factory        |
| 132 | Néstor Jorge Cabrera    | Yamaha Evolution               | YZ-F 450                |
| 200 | Giovanni Bussei         | Honda SBD Union Bike           | CRF 450                 |

### Classifiche

#### Sistema di punteggio e legenda
| Pos.  | 1  | 2  | 3  | 4  | 5  | 6  | 7  | 8  | 9  | 10 | 11 | 12 | 13 | 14 | 15 | 16 | 17 | 18 | 19 | 20 | 21 > |
| ----- | -- | -- | -- | -- | -- | -- | -- | -- | -- | -- | -- | -- | -- | -- | -- | -- | -- | -- | -- | -- | ---- |
| Punti | 25 | 22 | 20 | 18 | 16 | 15 | 14 | 13 | 12 | 11 | 10 | 9  | 8  | 7  | 6  | 5  | 4  | 3  | 2  | 1  | 0    |

#### Piloti (Top 10)
| Pos | Pilota                | Moto/Team                      | ITA 1 | ITA 2 | EUR 1 | EUR 2 | ESP 1 | ESP 2 | SAR 1 | SAR 2 | AUT 1 | AUT 2 | AND 1 | AND 2 | ADM 1 | ADM 2 | GRE 1 | GRE 2 | Punti |
| --- | --------------------- | ------------------------------ | ----- | ----- | ----- | ----- | ----- | ----- | ----- | ----- | ----- | ----- | ----- | ----- | ----- | ----- | ----- | ----- | ----- |
| 1   | Bernd Hiemer          | KTM Italia Red Bull Miglio     | 1     | 2     | 1     | 2     | 2     | 3     | 3     | 3     | 2     |       | 7     | 2     | 2     | 4     | 3     | 1     | 319   |
| 2   | Thierry van den Bosch | Aprilia DRC Supermoto Off Road | 2     | 1     | 2     | 1     | 6     | 8     | 2     | 1     | 10    |       | 2     | 4     | SQ    | 1     | 2     | 3     | 287   |
| 3   | Ivan Lazzarini        | Aprilia DRC Supermoto Off Road | 4     | 4     | 21    | Rit.  | 1     | 1     | 1     | 2     | 1     |       | 3     | 3     | 4     | 2     | 4     | 2     | 278   |
| 4   | Thomas Chareyre       | Husqvarna CH Racing            | 5     | 3     | 12    | 4     | 3     | 2     | 12    | 4     | 7     |       | 1     | 1     | 1     | 3     | 1     | 18    | 269   |
| 5   | Matthew Winstanley    | KTM Robinsons UK               | 3     | 5     | 3     | 3     | 4     | Rit.  | 5     | 5     | Rit.  |       | 4     | 10    | 12    | 10    | 6     | 4     | 208   |
| 6   | Sylvain Bidart        | Husqvarna Cross2R              | Rit.  | 6     | 6     | 9     | 5     | 9     | 7     | 7     | 3     |       | 9     | 6     | 7     | 7     | 5     | 14    | 196   |
| 7   | Boris Chambon         | TM Racing Factory              | 9     | 7     | 4     | 8     | 12    | 6     | 4     | 10    | 8     |       | 11    | Rit.  | 8     | 8     | 7     | 9     | 185   |
| 8   | Fabio Balducci        | Suzuki Lux Performance         | 6     | 8     | 11    | 7     | 7     | 10    | Rit.  | 21    | 4     |       | 8     | 8     | 6     | 6     | 18    | 16    | 159   |
| 9   | Eddy Seel             | Suzuki Rigo Racing             | 8     | 12    | Rit.  | 10    | 10    | 11    | 6     | 8     | Rit.  |       | 12    | 7     | 5     | 5     | 17    | 5     | 157   |
| 10  | Maxime Testu          | Kawasaki KL Nastedo            | 7     | 9     | 8     | 18    | 19    | 5     | 15    | 15    | 11    |       | 10    | 9     | 10    | 20    | 9     | 6     | 144   |

#### Costruttori
| Pos | Costruttore | Nazione  | ITA 1 | ITA 2 | EUR 1 | EUR 2 | ESP 1 | ESP 2 | SAR 1 | SAR 2 | AUT 1 | AUT 2 | AND 1 | AND 2 | ADM 1 | ADM 2 | GRE 1 | GRE 2 | Punti |
| --- | ----------- | -------- | ----- | ----- | ----- | ----- | ----- | ----- | ----- | ----- | ----- | ----- | ----- | ----- | ----- | ----- | ----- | ----- | ----- |
| 1   | Aprilia     | Italia   | 2     | 1     | 2     | 1     | 1     | 1     | 1     | 1     | 1     |       | 2     | 3     | 4     | 1     | 2     | 2     | 348   |
| 2   | KTM         | Austria  | 1     | 2     | 1     | 2     | 2     | 3     | 3     | 3     | 2     |       | 4     | 2     | 2     | 4     | 3     | 1     | 323   |
| 3   | Husqvarna   | Italia   | 5     | 3     | 6     | 4     | 3     | 2     | 7     | 4     | 3     |       | 1     | 1     | 1     | 3     | 1     | 13    | 291   |
| 4   | Suzuki      | Giappone | 6     | 8     | 10    | 7     | 7     | 10    | 6     | 8     | 4     |       | 8     | 7     | 5     | 5     | 16    | 5     | 204   |
| 5   | Honda       | Giappone | 11    | 11    | 9     | 6     | 13    | 4     | 11    | 11    | 5     |       | 5     | 5     | 3     | 9     | 8     | 8     | 199   |
| 6   | TM          | Italia   | 9     | 7     | 4     | 8     | 12    | 6     | 4     | 10    | 8     |       | 11    | 18    | 8     | 8     | 7     | 9     | 188   |
| 7   | Kawasaki    | Giappone | 7     | 9     | 8     | 16    | 9     | 5     | 14    | 15    | 11    |       | 6     | 9     | 10    | 12    | 9     | 6     | 169   |
| 8   | Yamaha      | Giappone | 13    | 14    | 5     | 5     | 8     | Rit.  | 10    | 6     | 6     |       |       |       | 11    | Rit.  | 12    | 7     | 134   |
| 9   | Husaberg    | Svezia   | 25    | 21    | 19    | 29    | 17    | 23    |       |       |       |       |       |       |       |       |       |       | 6     |

## S2

### Calendario
| Prova | Data         | Gran Premio                     | Località                 | Vincitore gara 1 | Vincitore gara 2 |
| ----- | ------------ | ------------------------------- | ------------------------ | ---------------- | ---------------- |
| 1     | 13 aprile    | Gran Premio d'Italia            | Torino                   | Adrien Chareyre  | Davide Gozzini   |
| 2     | 25 maggio    | Gran Premio d'Europa            | Castelletto di Branduzzo | Adrien Chareyre  | Davide Gozzini   |
| 3     | 22 giugno    | Gran Premio di Spagna           | Valladolid               | Adrien Chareyre  | Adrien Chareyre  |
| 4     | 13 luglio    | Gran Premio di Sardegna         | Olbia                    | Davide Gozzini   | Davide Gozzini   |
| 5     | 24 agosto    | Gran Premio d'Austria           | Greinbach                | Davide Gozzini   | Gerald Delepine  |
| 6     | 21 settembre | Gran Premio d'Andorra           | Pas de la Casa           | Davide Gozzini   | Adrien Chareyre  |
| 7     | 5 ottobre    | Gran Premio delle Alpi del Mare | Busca                    | Adrien Chareyre  | Davide Gozzini   |
| 8     | 19 ottobre   | Gran Premio della Grecia        | Salonicco                | Adrien Chareyre  | Christian Iddon  |

### Principali piloti iscritti
|     | Pilota              | Team                           | Moto                    |
| --- | ------------------- | ------------------------------ | ----------------------- |
| 1   | Gerald Delepine     | Husqvarna CH Racing            | SM 530RR Factory        |
| 2   | Attilio Pignotti    | KTM Italia Red Bull Miglio     | SMR 500                 |
| 3   | Christian Iddon     | Aprilia PMR H2O                | VDB Replica 550 Factory |
| 4   | Mauno Hermunen      | Husqvarna Zupin Moto-Sport     | SM 530RR                |
| 10  | Luca Minutilli      | Aprilia PMR H2O                | VDB Replica 550         |
| 11  | Lionel Deridder     | KTM Amacro Racing              | SMR 560                 |
| 14  | Paolo Gaspardone    | Husaberg Bikers Racing Team    | FS 650                  |
| 26  | David Hartley       | KTM Heavy Duty Forklifts       | SMR 560                 |
| 37  | Michael Paul        | Yamaha RLO Hardinge            | YZ-F 480                |
| 51  | Andrea Occhini      | Husaberg IPA WP Factory        | FS 570 Factory          |
| 69  | Davide Gozzini      | TM Racing Factory              | SMX 660 Factory         |
| 88  | Lorenzo Mariani     | TM MRC Racing                  | SMX 660                 |
| 91  | Emanuele Giovanelli | Husaberg IPA WP Factory        | FS 650 Factory          |
| 96  | Aleš Hlad           | KTM Motoracing                 | SMR 505                 |
| 121 | Massimo Beltrami    | Aprilia DRC Supermoto Off Road | VDB Replica 550 Factory |
| 141 | Adrien Chareyre     | Husqvarna CH Racing            | SM 530RR Factory        |

### Classifiche

#### Sistema di punteggio e legenda
| Pos.  | 1  | 2  | 3  | 4  | 5  | 6  | 7  | 8  | 9  | 10 | 11 | 12 | 13 | 14 | 15 | 16 | 17 | 18 | 19 | 20 | 21 > |
| ----- | -- | -- | -- | -- | -- | -- | -- | -- | -- | -- | -- | -- | -- | -- | -- | -- | -- | -- | -- | -- | ---- |
| Punti | 25 | 22 | 20 | 18 | 16 | 15 | 14 | 13 | 12 | 11 | 10 | 9  | 8  | 7  | 6  | 5  | 4  | 3  | 2  | 1  | 0    |

#### Piloti (Top 10)
| Pos | Pilota              | Moto/Team                      | ITA 1 | ITA 2 | EUR 1 | EUR 2 | ESP 1 | ESP 2 | SAR 1 | SAR 2 | AUT 1 | AUT 2 | AND 1 | AND 2 | ADM 1 | ADM 2 | GRE 1 | GRE 2 | Punti |
| --- | ------------------- | ------------------------------ | ----- | ----- | ----- | ----- | ----- | ----- | ----- | ----- | ----- | ----- | ----- | ----- | ----- | ----- | ----- | ----- | ----- |
| 1   | Adrien Chareyre     | Husqvarna CH Racing            | 1     | 2     | 1     | 4     | 1     | 1     | 2     | 2     | 2     | 2     | 2     | 1     | 1     | 3     | 1     | 2     | 367   |
| 2   | Davide Gozzini      | TM Racing Factory              | 2     | 1     | 3     | 1     | 2     | 8     | 1     | 1     | 1     | 3     | 1     | 2     | 6     | 1     | 2     | 12    | 340   |
| 3   | Gerald Delepine     | Husqvarna CH Racing            | 6     | 17    | 2     | 3     | 3     | 5     | 4     | 4     | 8     | 1     | 3     | 3     | 2     | 5     | 12    | 4     | 276   |
| 4   | Attilio Pignotti    | KTM Italia Red Bull Miglio     | 3     | 4     | 12    | 5     | 4     | 2     | 6     | 6     | 7     | 5     | 6     | 5     | 3     | 10    | 3     | 3     | 265   |
| 5   | Luca Minutilli      | Aprilia PMR H2O                | 5     | 3     | 5     | 8     | 7     | 6     | 3     | 7     | 3     | 10    | 8     | 13    | 9     | 7     | 5     | 14    | 229   |
| 6   | Christian Iddon     | Aprilia PMR H2O                | 7     | 8     | 4     | 2     |       |       |       |       | 5     | 6     | 5     | 4     | 4     | 2     | 16    | 1     | 202   |
| 7   | Lorenzo Mariani     | TM MRC Racing                  | 9     | 5     | 16    | 6     | 8     | 3     | 18    | 5     | 12    | 9     | 7     | 17    | 8     | 8     | 6     | 5     | 196   |
| 8   | Paolo Gaspardone    | Husaberg Bikers Racing Team    | Rit.  | 6     | 9     | 9     | 11    | 16    | 7     | 10    | 9     | 12    | 11    | 12    | 5     | 6     | 10    | 7     | 175   |
| 9   | Massimo Beltrami    | Aprilia DRC Supermoto Off Road | 4     | 7     | 6     | 11    | 5     | 4     | 5     | 3     | 18    | 4     |       |       |       |       | 7     | 16    | 167   |
| 10  | Emanuele Giovanelli | Husaberg IPA WP Factory        | 10    | 10    | 14    | 10    | 10    | 7     | 10    | 8     | 11    | 11    | 13    | 10    | 11    | Rit.  | 9     | 8     | 167   |

#### Costruttori
| Pos | Costruttore | Nazione  | ITA 1 | ITA 2 | EUR 1 | EUR 2 | ESP 1 | ESP 2 | SAR 1 | SAR 2 | AUT 1 | AUT 2 | AND 1 | AND 2 | ADM 1 | ADM 2 | GRE 1 | GRE 2 | Punti |
| --- | ----------- | -------- | ----- | ----- | ----- | ----- | ----- | ----- | ----- | ----- | ----- | ----- | ----- | ----- | ----- | ----- | ----- | ----- | ----- |
| 1   | Husqvarna   | Italia   | 1     | 2     | 1     | 3     | 1     | 1     | 2     | 2     | 2     | 1     | 2     | 1     | 1     | 3     | 1     | 2     | 372   |
| 2   | TM          | Italia   | 2     | 1     | 3     | 1     | 2     | 3     | 1     | 1     | 1     | 3     | 1     | 2     | 6     | 1     | 2     | 5     | 354   |
| 3   | Aprilia     | Italia   | 4     | 3     | 4     | 2     | 5     | 4     | 3     | 3     | 3     | 4     | 5     | 4     | 4     | 2     | 5     | 1     | 305   |
| 4   | KTM         | Austria  | 3     | 4     | 8     | 5     | 4     | 2     | 6     | 6     | 4     | 5     | 6     | 5     | 3     | 9     | 3     | 3     | 274   |
| 5   | Husaberg    | Svezia   | 10    | 6     | 9     | 9     | 6     | 7     | 7     | 8     | 9     | 8     | 4     | 7     | 5     | 4     | 4     | 7     | 229   |
| 6   | Yamaha      | Giappone | 11    | 9     | 11    | 12    | 12    | 10    | 14    | 12    | Rit.  | 17    |       |       |       |       |       |       | 82    |
| 7   | Honda       | Giappone | 20    | 14    | 18    | 19    |       |       |       |       | 15    | 14    |       |       | 13    | 12    |       |       | 43    |
| 8   | Suzuki      | Giappone |       |       |       |       |       |       |       |       |       |       | 18    | 18    | 15    | 16    | 14    | 15    | 30    |

## Supermoto Des Nations 2008
Il Supermoto delle Nazioni 2008 si disputa a Pleven, in Bulgaria.
Ogni nazione partecipa con 3 piloti, divisi per categoria (S1, S2 e Open) che correranno 2 gare ciascuno. Ciascuna manche vede la partecipazione di 2 cilindrate (categorie) contemporaneamente, quindi ogni categoria incontrerà entrambe le altre, con un totale di 3 gare.
Gara 1 S1 + S2
Gara 2 S2 + Open
Gara 3 S1 + Open
Al termine delle 3 gare per ottenere la graduatoria totale vengono sommati 5 dei 6 risultati (3 piloti per 2 gare ciascuno) dei piloti di ciascun team nazionale, il 6° risultato, ossia quello peggiore, viene eliminato.
La Francia, nazione campione in carica, non schiera più il "dream team" del 2007 ma si affida a una nuova formazione:
- Sylvain Bidart (Husqvarna - S1): campione di Francia S1 2008
- Stéphane Blot (Yamaha - S2): due volte campione di Francia, già campione al Supermoto delle Nazioni nel 2003, in lotta per il titolo francese S2 2008
- Adrien Goguet (Husaberg - Open): in lotta per il titolo francese S2 2008

La vittoria finale va all'Italia che conquista il suo quarto titolo Supermoto delle Nazioni, il secondo con valenza mondiale.
La formazione italiana comprende:
- Ivan Lazzarini (Aprilia - S1): 5 volte campione d'Italia, 3 volte campione al Supermoto delle Nazioni
- Davide Gozzini (TM - S2): 2 volte campione d'Italia
- Attilio Pignotti (KTM - Open): 2º posto Campionato del Mondo S2 nel 2007

Terzo posto a sorpresa per la nazionale bulgara, composta da Aleš Hlad, Alexander Georgiev e Rosen Tonchev.
| Pos | Nazionale           | Piloti             | Moto      | Classe | Gara 1 | Gara 2 | Gara 3 | Punti |
| --- | ------------------- | ------------------ | --------- | ------ | ------ | ------ | ------ | ----- |
| 1   | Italia              | Ivan Lazzarini     | Aprilia   | S1     | 1      |        | 3      | 13    |
| 1   | Italia              | Davide Gozzini     | TM        | S2     | 7      | 1      |        | 13    |
| 1   | Italia              | Attilio Pignotti   | KTM       | Open   |        | 4      | 4      | 13    |
| 2   | Francia             | Sylvain Bidart     | Husqvarna | S1     | 4      |        | 1      | 20    |
| 2   | Francia             | Adrien Goguet      | Husaberg  | S2     | 5      | 3      |        | 20    |
| 2   | Francia             | Stéphane Blot      | Yamaha    | Open   |        | 7      | 12     | 20    |
| 3   | Bulgaria            | Alexander Georgiev | KTM       | S1     | 2      |        | 7      | 29    |
| 3   | Bulgaria            | Aleš Hlad          | KTM       | S2     | 6      | 10     |        | 29    |
| 3   | Bulgaria            | Rosen Tonchev      | KTM       | Open   |        | 6      | 8      | 29    |
| Pos | Selezione Nazionale | Pilota             | Moto      | Classe | Gara 1 | Gara 2 | Gara 3 | Punti |